# 포스강

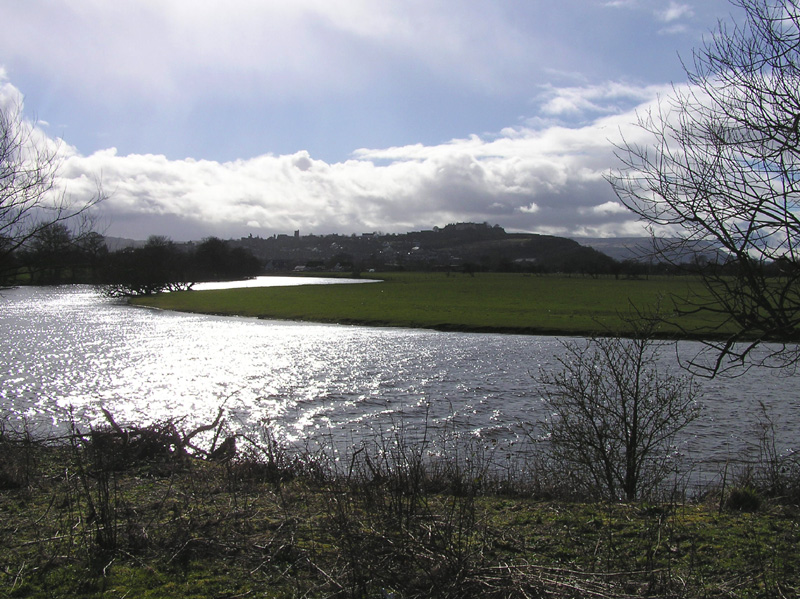
포스강

포스강(River Forth)은 스코틀랜드 스털링을 흐르는 강이다.

## 같이 보기
- 시핑 포카스트